# Weegcel
Een weegcel, ook wel drukdoos genaamd, is een elektronische sensor (een transducer) die gebruikt wordt om een kracht (meestal een gewicht) om te zetten in een elektrisch signaal.
De omzetting is indirect en gebeurt in twee fasen. Door een mechanische constructie wordt een metalen element een klein beetje vervormd (wet van Hooke). Dit element moet iets zwakker zijn dan de constructie waarin het is opgenomen. De vervorming (rek) van het element wordt gemeten met een vervormingssensor, die deze rek in een elektrisch signaal omzet. 
De vervormingssensor in een weegcel kan bestaan uit vier rekstrookjes, geplaatst in een brug van Wheatstone. Daarbij zijn twee van de rekstrookjes aan de rekkende zijde geplaatst en de twee andere aan de andere zijde, die gestuikt (samengedukt) wordt. Door aan elke zijde één rekstrookje in de rek- respectievelijk stuikrichting te plaatsen, en het andere loodrecht daarop, kunnen temperatuurinvloeden worden gecompenseerd. Immers de rekstrookjes die loodrecht op de rekrichting staan, worden niet gerekt door de doorbuiging van het element, maar wel door eventuele thermische uitzetting. Deze laatste is isotroop (richtingsonafhankelijk), zodat een hierdoor ontstane rek vanzelf wordt gecompenseerd. Deze opstelling in de brug van Wheatstone levert een optimale gevoeligheid. Daarnaast zijn er ook weegcellen met één of twee rekstrookjes.
Het uitgangssignaal van de rekstrookjes is in de orde van enkele millivolt en moet versterkt worden door een meetversterker voordat het gebruikt kan worden. Het uitgangssignaal van de meetversterker, doorgaans een gestandariseerd analoog 4-20 mA signaal, kan verder worden verwerkt. Voor een weging kan het, zo nodig via een lineariseringsalgoritme, in een uitleesbare krachtwaarde worden omgezet. In regelsystemen kan het in de regelkring worden toegepast.
Zwaardere uitvoeringen – ook wel drukdozen genaamd – werken niet met gewone rekstrookjes, maar met een soort hol cilindertje waarvan de onderzijde open is en de andere gesloten. De cilinderwand is rondom evenwijdig aan de as ingezaagd, zodat een soort kroonvormige constructie ontstaat. Om deze kroon is weerstandsdraad gewikkeld. Het cilindertje zit in een verder dichte behuizing. Wordt de behuizing axiaal belast, dan gaan de punten van de "kroon" iets uit elkaar staan, waardoor het weerstandsdraadje wordt opgerekt. De verdere signaalverwerking is in beginsel dezelfde als die bij rekstrookjes.
Behalve rekstrookjes zijn er nog andere soorten krachtopnemers die in weegcellen worden gebruikt, zoals:
- Piëzo-elektrische opnemers (vooral voor dynamische krachtmetingen).
- Vibrerende-draadopnemers maken gebruik van de verschuiving van de resonantiefrequentie bij veranderende belasting.
- Capacitieve opnemers, waarbij de capaciteit van een condensator verandert als functie van de belasting.

## Weegceltypes
- double-ended shear beam
- single-ended shear beam
- enkele kolom
- multikolom
- membraan
- torsiering
- bending ring
- pancake
- "S"-cel

## Toepassingen

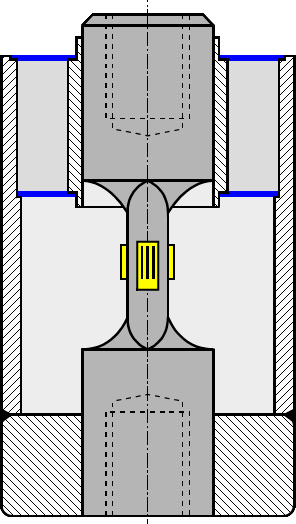
Trek-Druk weegcel

Weegcellen worden voornamelijk gebruikt voor het meten van krachten en (mechanische) spanningen. Enkele bekende voorbeelden zijn:
- elektronische weegschalen;
- wegen van tanks en containers;
- weging van voertuigen (auto’s, treinwagons, etc.);
- weging van vliegtuigen (voor elk landingsgestel wordt een plateau met een weegcel geplaatst, het vliegtuig wordt door een tractor op de plateaus getrokken).

Bij kleine weegschalen (zoals brievenwegers, keuken- en dieetweegschalen, winkelweegschalen, personenweegschalen, e.d.) maakt het metalen element met het rekstrookje integraal deel uit van de weegschaal. Er is hier dus geen sprake van een van derden ingekocht compleet weegelement, waardoor de term weegcel bij deze instrumenten minder gebruikelijk is.